# Bulbophyllum blepharopetalum
Bulbophyllum blepharopetalum là một loài phong lan thuộc chi Bulbophyllum.